# Platytes cerusella
Platytes cerusella là một loài bướm đêm trong họ Crambidae.